# Brug 949
Brug 949 is een vaste brug in Buikslotermeer, Amsterdam-Noord.
Ze zorgt voor de verbinding tussen de J.H. van Heekweg (vernoemd naar Jan Herman van Heek) en de Th. Weeversweg (vernoemd naar Theodorus Weevers). Ze overspant daarbij een afwateringstocht. Nadat op 24 februari 1966 de straatnamen vastgelegd werden, werd er de jaren 1967 en 1968 de omgeving hier ingericht voor bewoning. Straten werden aangelegd, grachten gegraven en rioolbuizen neergelegd. In dat kader werd ook de brug 949 gebouwd. Voor het doorgaande verkeer kwam de brug in gebruik in 1969 na de aansluiting van de Th. Weeversweg op het verhoogde deel van de verlengde IJdoornlaan.
Architect Dirk Sterenberg van de Dienst der Publieke Werken kwam voor hier met een relatief robuuste brug. Bijna alle onderdelen zijn van gewapend beton en kubistisch van uiterlijk. Landhoofden, borstweringen, balustrades zijn allen in rechthoekig verband geplaatst; hetzelfde geldt voor de overspanning. Daartegenover staan de eenvoudige en ranke metalen brugleuningen. Op elke hoek van de brug werd door Sterenberg een zithoek geprojecteerd; hijzelf was daarbij verantwoordelijk voor het ontwerp van de zitbanken. Deze zijn stuk voor stuk geplaatst op een betonnen plaat verborgen onder de stoeptegels; de zitbanken vormen een patroon met die stoeptegels. Zo zijn de kubusvormige dragers van de bank net zo breed als de stoeptegels en exact twee keer zo lang. Net als de omliggende woonwijken is de brug ruim aangelegd; er zijn twee trottoirbanden van elk bijna vier meter breed met daartussen een rijweg van tien meter breed. De doorvaart is ruim 11 meter breed, maar door de laag hangende brug is onderdoorvaart alleen mogelijk voor roeiboten en of kanoachtige vaartuigen. Het geheel wordt gedragen door 92 betonnen heipalen.
De brug heeft in brug 948 een zuster.

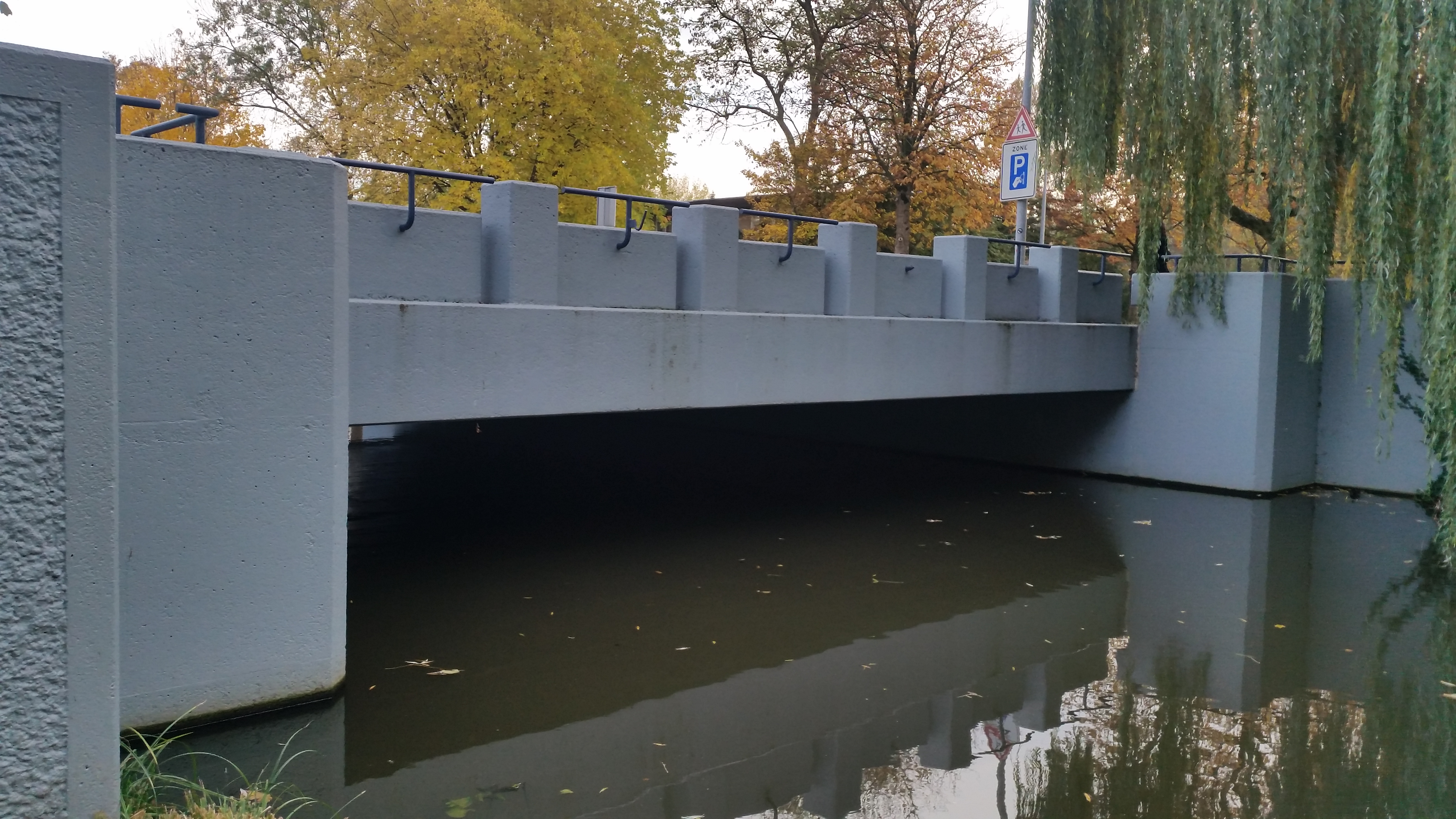
Brug 949 over het water (november 2018)

<<< · 900 · 901 · 904 · 905 · 906 · 907 · 908 · 909 · 912 · 913 · 914 · 915 · 916 · 917 · 918 · 919 · 920 · 923 · 924 · 930 · 932 · 933 · 934 · 935 · 936 · 937 · 939 · 943 · 944 · 945 · 946 · 947 · 948 · 949 · 950 · 951 · 952 · 953 · 954 · 956 · 957 · 958 · 959 · 960 · 961 · 962 · 963 · 964 · 965 · 966 · 967 · 968 · 970 · 971 · 972 · 973 · 974 · 975 · 978 · 979 ·  980 · 981 · 984 · 985 · 986 · 987 · 988 · 989 · 990 · 991 · 992 · 993 · 994 · 995 · 996 · 997 · 998 · 999 · >>>
Brugnummers  902, 903, 910, 911, 920, 921, 922, 925, 926, 927, 928, 929, 931, 937, 938, 940, 941, 942, 955, 969, 976, 977, 982, 983 zijn niet (meer) vergeven.